# Três Fronteiras
Três Fronteiras là một đô thị ở bang São Paulo của Brasil. Đô thị này nằm ở vĩ độ 20º14'06" độ vĩ nam và kinh độ 50º53'25" độ vĩ tây, trên khu vực có độ cao 395 m. Dân số năm 2004 ước tính là 5.180 người. 

## Các xa lộ
- SP-320
- SP-595